# Федурново (Московская область)
Федурново — деревня в городском округе Балашиха Московской области. Население — 4107 чел. (2021).

## География

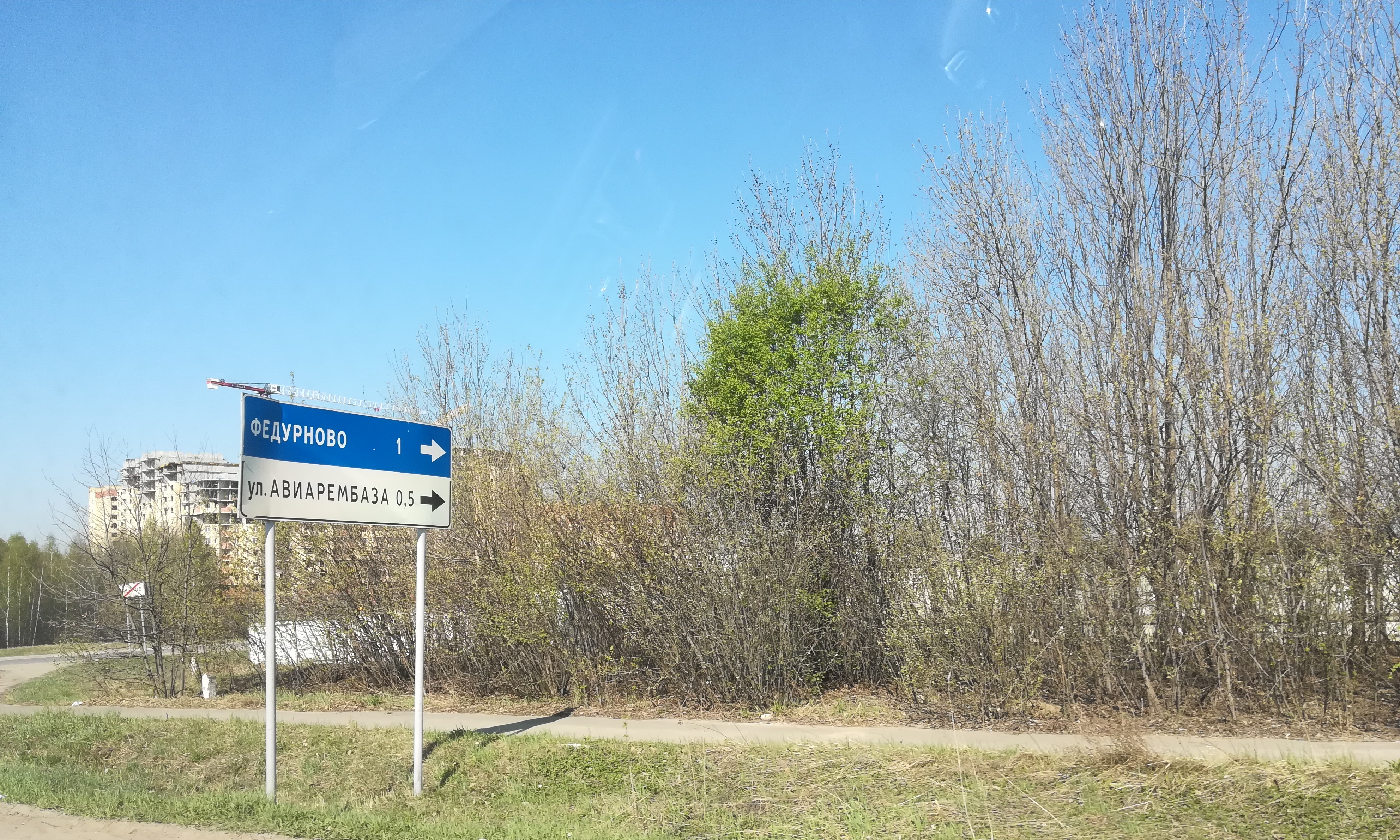

Расположена в восточной части городского округа, между частями Балашихи — Железнодорожным и Зарёй. Высота над уровнем моря 139 м. Через деревню протекает река Чёрная (приток Пехорки). К деревне приписана территория Спецлесхоза.

## Население
| 1926 | 2002 | 2006  | 2010  | 2021  |
| ---- | ---- | ----- | ----- | ----- |
| 362  | ↘231 | ↗1853 | ↘1814 | ↗4107 |

## История
В 1926 году деревня являлась центром Федурновского сельсовета Разинской волости Московского уезда Московской губернии. В деревне проживало 362 человека (175 мужчин, 187 женщин), насчитывалось 78 хозяйств, из которых 63 было крестьянских, в имелась школа 1-й ступени.
С 1929 года — населённый пункт в составе Реутовского района Московского округа Московской области. 19 мая 1941 года районный центр был перенесён в Балашиху, а район переименован в Балашихинский. До муниципальной реформы 2006 года деревня входила в состав Черновского сельского округа Балашихинского района. После образования городского округа Балашиха, деревня вошла в его состав.
В 2021 году в деревне сдан в эксплуатацию и заселен новый жилой комплекс из 5 высотных многоквартирных домов.